# Afrixalus osorioi
Afrixalus osorioi és una espècie de granota de la família dels hiperòlids que viu a Angola, República Democràtica del Congo, Kenya, Uganda i, possiblement també, a Burundi i Ruanda.